# Renato Dias
Renato Antônio Borges Dias (Cristianópolis, 1973 ou 1974) foi diretor-geral da Polícia Rodoviária Federal (PRF) entre 2017 e 2019.

## Biografia
Formou-se em direito e administração.
Entrou na PRF em 1994, onde destacou-se ao trabalhar na BR-153, na Delegacia Regional em Morrinhos. Em seguida, geriu a Seção de Recursos Humanos da superintendência em Goiânia e atuou como superintendente substituto da PRF em Goiás. Foi presidente do Sindicato dos Policiais Rodoviários Federais de Goiás entre 2013 e 2015. Depois, atuou como diretor parlamentar da Federação Nacional dos Policiais Rodoviários Federais, onde destacou-se pela luta pelo direito de aposentadoria especial das mulheres policiais e em negociações salariais.

### Diretor-Geral
Foi nomeado pelo presidente Michel Temer como diretor-geral da PRF em 24 de janeiro de 2017, após a exoneração de Maria Alice Nascimento Souza. De acordo com o G1, Dias é ligado ao senador José Medeiros (PSD-MT). Quando assumiu, declarou em entrevista que as prioridades de sua gestão seriam o reforço do policiamento nas fronteiras e no eixo Rio-São Paulo, além de convercer o governo federal a aumentar o orçamento da PRF. Também afirmou ter pretenções de dobrar o efetivo da PRF, que em 2017 era cerca de 10 mil.
Em 6 de dezembro de 2017 lançou o Sistema Nacional de Alarmes (Sinal), para a recuperação rápida de veículos furtados, roubados ou clonados.
Em 2018, atuou na greve dos caminhoneiros. Em 23 de julho, lançou uma linha do tempo virtual em homenagem aos 90 anos da PRF. Em 27 de novembro, assinou a Instrução Normativa nº 129, que regulamenta a indenização do trabalho voluntário dos policiais feito durante a folga.
Foi exonerado em 2019 pelo governo Bolsonaro e substituído por Adriano Marcos Furtado.